# Heloísa Liberalli Bellotto
Heloísa Liberalli Bellotto (Rio de Janeiro, 23 de fevereiro de 1935 - São Paulo, 1 de março de 2023) foi uma professora universitária brasileira, referência na área da arquivística e da diplomática. Licenciada e doutora em História (USP), bacharel em Biblioteconomia e Arquivista - especialista em Arquivística (Escuela de Documentalistas de Madrid, Espanha), além de professora da Universidade de São Paulo, já lecionou também História na UNESP (campus de Assis) e nos cursos de Arquivologia da Universidade de Brasília e da UNIRIO, bem como da Universidad Internacional de Andaluzia.
Prestou, também, consultoria aos Sistemas de Arquivo do Estado de São Paulo – SAESP, da USP (SAUSP) e do Projeto Resgate de Documentação Histórica do Ministério da Cultura do Brasil junto aos arquivos de Portugal.
É mãe do músico Tony Bellotto e, portanto, sogra da atriz Malu Mader.

## Livros
- Autoridade e Conflito no Brasil Colonial ISBN 9788598325545
- Arquivos Permanentes Tratamento Documental (2006) ISBN 8522504741[4]
- Diplomática e tipologia documental em arquivos ISBN 9788585637378[4]
- Dicionário de Terminologia Arquivística[4]
- Arquivo: estudos e reflexões ISBN 8542300521

## Publicações
- BELLOTTO, Heloísa Liberalli. Arquivística: objetos, princípios e rumos. São Paulo: Associação de Arquivistas de São Paulo, 2002.
- BELLOTTO, Heloísa Liberalli. Arquivos permanentes: tratamento documental. 3ª ed. – Rio de Janeiro: Editora Fundação Getúlio Vargas, 2005.
- BELLOTTO, Heloísa Liberalli. Como fazer análise diplomática e análise tipológica de documento de arquivo. São Paulo: Arquivo do Estado, 2002.[4]
- BELLOTTO, Heloísa Liberalli. Arquivo: estudos e reflexões. Belo Horizonte: Ed. UFMG, 2014.